# Kaliputih (Singorojo)
Kaliputih is een bestuurslaag in het regentschap Kendal van de provincie Midden-Java, Indonesië. Kaliputih telt 5144 inwoners (volkstelling 2010).